# Стивс, Уильям Генри
Уильям Генри Стивс (20 мая 1814, Хиллсборо, графство Вестморленд, Нью-Брансуик — 9 декабря 1873, Сент-Джон, Нью-Брансуик, Канада) — канадский политик. Является одним из отцов канадской конфедерации — принимал участие в Шарлоттаунской и Квебекской конференциях, предваряющих её образование.

## Биография

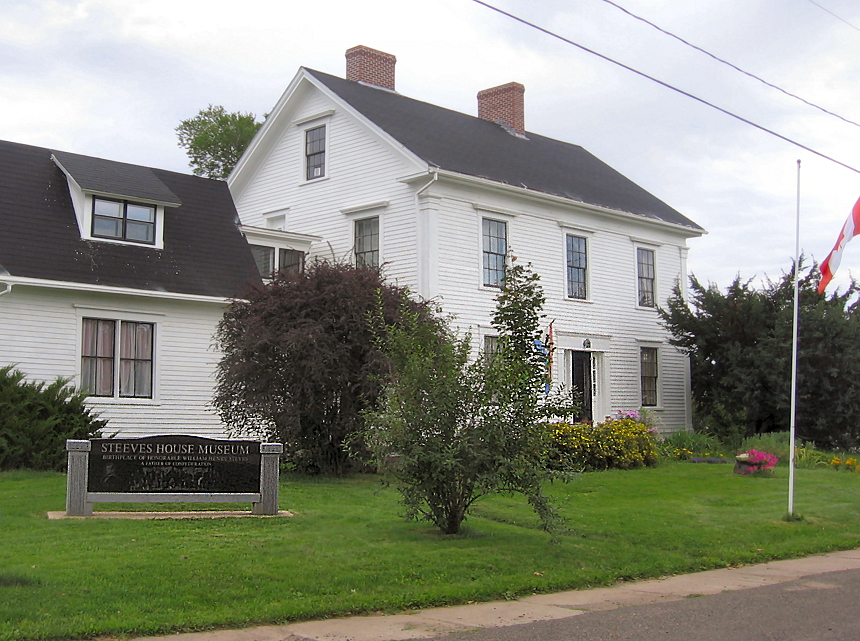
Музей в доме Стивса.

Уильям Генри Стивс родился в семье Джозефа Стивса и Марты Кросс. Его прадед, Генри Стив, иммигрировал из Германии в 1765 году, где он носил имя Heinrich Stief. Уильям Генри Стивс учился в школе в Хиллсборо. После школы он основал маленький магазин и стал партнёром в фирме Steeves Brothers, занимающейся экспортом леса. Позднее он переехал в Сент-Джон, где был заметен благодаря своей деятельности, а его брат направился в Ливерпуль, Англия, где открыл одно из подразделений фирмы.
Он был женат на Мэри Стивс, ещё одной правнучке Генри Стивса. У них было шесть детей.
В настоящее время в доме Уильяма Генри Стивса расположен музей.

## Политическая карьера
Графство Альберт было выделено из графства Вестморленд в 1846 году. Стивс стал одним из двух его представителей в House of Assembly, где он выступал за реформы правительства. В 1851 году Стивс стал членом законодательного совета. В 1852 году Стивсу предложили место главного топографа. За предложением стоял лейтенант-губернатор Эдвунд Хид, который хотел ввести в правительство представителя основного оппозиционного центра, Сент-Джона. Однако, Уильям Генри Стивс отказался, а место занял Роберт Данкен Уилмот, также принадлежащий к оппозиции. Вместе с тем, в 1854 году после смены правительства Стивс занял пост главного топографа, вызвав недовольства членов ассамблеи, из-за которого Стивс ушёл с поста 4 декабря 1854 года.
С 1855 по 1861 год Стивс время от времени занимал пост министра общественных работ колонии, ещё четыре года он оставался в правительстве Сэмюела Леонарда Тилли без портфеля. Стив был сторонником развития железнодорожных сетей, особенно в окрестностях Сент-Джона. С этих позиций он принимал участие в ряде конференций по формированию железнодорожного сообщения между колониями Британской Северной Америки.
Стив был сторонником объединения приморских колоний и принимал участие в Шарлоттаунской и Квебекской конференциях в 1864 году.
С 1867 года Стивс был одним из 12 членов Сената Канады от Нью-Брансуика.